# غاريقون بروشي
غاريقون بروشي (الاسم العلمي: Agaricus bruchii) هو نوع من الفطريات يتبع جنس الغاريقون من فصيلة الغاريقونية.